# گندوز بیگ
گوندوز بیگ (زاده ۱۲۴۵ سوگوت – درگذشته ۱۲۹۹ اینگول) پسر ارشد ارطغرل غازی و حلیمه خاتون بود که به قبیله قایی از شاخه بوزوک از اوغوزها تعلق داشتند. او برادر بزرگتر عثمان یکم، بنیانگذار امپراتوری عثمانی است.